# Gamma Tucanae
Gamma Tucanae (γ Tuc / γ Tucanae) è una stella nella costellazione del Tucano di magnitudine apparente +3,99. La sua distanza dalla Terra è di circa 75 anni luce.

## Caratteristiche
Gamma Tucanae è una gigante bianco-gialla di tipo spettrale F avente una massa circa una volta e mezzo quella del Sole ed un raggio 18 volte superiore. La temperatura superficiale è attorno ai 6500 K, è 11 volte più luminosa della nostra stella e la sua magnitudine assoluta è +2,38.